# Hogansville (Géorgie)
Hogansville est une ville américaine située dans le comté de Troup, en Géorgie. Selon le recensement de 2020, sa population est de 3 267 habitants.